# Campionato africano femminile di pallavolo 2005
L'XII campionato africano femminile di pallavolo si è svolto dall'8 al 15 settembre 2005 ad Abuja, in Nigeria. Al torneo hanno partecipato 8 squadre nazionali africane e la vittoria finale è andata per la quarta volta al Kenya.

## Squadre partecipanti
| - Botswana - Camerun - Costa d'Avorio - Egitto | - Kenya - Nigeria - Marocco - Tunisia |

## Gironi
| Girone A                         | Girone B                            |
| -------------------------------- | ----------------------------------- |
| Botswana Camerun Nigeria Tunisia | Costa d'Avorio Egitto Kenya Marocco |

## Fase finale

### Finali 1º e 3º posto
|  | 1º posto - 4º posto | 1º posto - 4º posto | 1º posto - 4º posto |         |       | 1º/2º posto | 1º/2º posto | 1º/2º posto |  |
|  |                     |                     |                     |         |       |             |             |             |  |
|  | Nigeria             | Nigeria             | 3                   |         |       |             |             |             |  |
|  | Nigeria             | Nigeria             | 3                   |         |       |             |             |             |  |
|  | Egitto              | Egitto              | 1                   |         |       |             |             |             |  |
|  | Egitto              | Egitto              | 1                   |         | Kenya | Kenya       | 3           |             |  |
|  |                     |                     |                     |         | Kenya | Kenya       | 3           |             |  |
|  |                     |                     | Nigeria             | Nigeria | 1     |             |             |             |  |
|  | Kenya               | Kenya               | Nigeria             | Nigeria | 1     | 3           |             |             |  |
|  | Kenya               | Kenya               |                     |         |       | 3           |             |             |  |
|  | Tunisia             | Tunisia             | 2                   |         |       | 3º/4º posto | 3º/4º posto | 3º/4º posto |  |
|  | Tunisia             | Tunisia             | 2                   |         |       |             |             |             |  |
|  |                     |                     |                     |         |       |             |             |             |  |
|  |                     |                     |                     |         |       | Egitto      | Egitto      | 3           |  |
|  |                     |                     |                     |         |       | Egitto      | Egitto      | 3           |  |
|  |                     |                     |                     |         |       | Tunisia     | Tunisia     | 2           |  |

## Classifica finale
| Classifica | Squadre        |
| ---------- | -------------- |
|            | Kenya          |
|            | Nigeria        |
|            | Egitto         |
| 4          | Tunisia        |
| 5          | Camerun        |
| 6          | Marocco        |
| 7          | Botswana       |
| 8          | Costa d'Avorio |